# 結城持朝
結城 持朝（ゆうき もちとも）は、室町時代中期の武将。下総結城氏12代当主。

## 略歴
応永27年（1420年）、11代当主・結城氏朝の嫡男として誕生。「持」の字は4代鎌倉公方・足利持氏から偏諱を受けたものと思われる。
永享10年（1438年）からの永享の乱では鎌倉公方の足利持氏に加勢した。永享12年（1440年）3月、永享の乱で自害した持氏の遺児である春王丸・安王丸を雍した持氏派残党が常陸国で挙兵すると、氏朝・持朝父子はこれらを結城城に庇護し、幕府による追討を受けた（結城合戦）。持朝は父氏朝や結城一族の諸氏と抵抗したものの敗れ、結城城は落城し、父子ともに討死または自害した。『永享記』によれば、持朝の首級を挙げたのは武田信重だという。持朝の菩提を弔うために開かれた曹洞宗乗国寺は、のちに結城氏代々の菩提寺になった。
春王丸・安王丸も捕らえられ持朝らの首と共に京に護送される途中長尾実景に殺害されている。
末弟・重朝（成朝）が生き延び、後に足利成氏によって結城氏の再興が許された。